# Jeroen van der Boom
Jeroen van der Boom (n. Nimega; 22 de junio de 1972) es un cantante de los Países Bajos. Ha cantado desde que tenía doce años. Durante sus años universitarios, que ya se convirtió en un cantante muy popular hasta que debutó en 1992 en televisión. Trabajó en la serie Café De Wereld. 
En 2007, Jeroen lanzó dos hit singles número uno. Desde noviembre de 2008, Jeroen ha entrado en la banda De Toppers.
Junto a De Toppers, representó a los Países Bajos en el Festival de la Canción de Eurovisión 2009 con la canción Shine.